# Automated Transfer Vehicle
L'Automated Transfer Vehicle (ATV), ovvero Veicolo di Trasferimento Automatizzato, è stato un veicolo spaziale sviluppato dall'Agenzia Spaziale Europea nell'ambito del programma ISS (International Space Station - Stazione Spaziale Internazionale).
Il lancio della prima missione dell'ATV, denominata Jules Verne fu più volte rinviato per essere poi effettuato il 9 marzo 2008 alle 6:03 GMT; il rendezvous con la ISS fu eseguito con successo il giorno 3 aprile, dopo alcune prove di manovra in volo libero e la conclusione della missione STS-123 dello Space Shuttle.
Il compito fondamentale di questo gigante automatico era quello di rifornire, teoricamente senza controllo dalla stazione di terra, la stazione spaziale di acqua, aria, cibo, carburante, pezzi di ricambio e attrezzatura scientifica. Altro compito era quello di riportare nella giusta orbita la ISS, infatti la stazione a causa dell'attrito con l'atmosfera terrestre perde quota; infine dopo essere stato riempito con i rifiuti prodotti ed accumulati sulla stazione veniva lasciato bruciare sopra l'oceano Pacifico durante il rientro nell'atmosfera. 
Il programma ATV si è concluso il 15 febbraio 2015, con il rientro distruttivo in atmosfera della quinta ed ultima missione prevista ATV-005.

## Sviluppo
L'appaltatore principale per l'ATV era la EADS Astrium Space Transportation, che guidava un consorzio di molti subappaltatori. I contratti e gli accordi furono firmati nel 2004 per cinque unità, lanciate circa ogni due anni.
Il primo ATV giunse allo spazioporto dell'ESA a Kourou, nella Guyana francese il 31 luglio 2007 dopo un viaggio di due settimane da Rotterdam e fu lanciato il 9 marzo 2008.
La EADS costruiva gli ATV in una fabbrica a Brema. La RKK Ėnergija ha firmato un contratto da 40 milioni di euro con uno dei principali subappaltatori di EADS, l'azienda italiana Thales Alenia Space, per la fabbricazione del sistema di docking russo, il sistema di rifornimento ed il sistema di controllo dell'equipaggiamento. Inoltre era responsabile della produzione della sezione pressurizzata, che avveniva a Torino.

## Descrizione

Grafico dell'ATV

L'ATV è stato pensato come parziale sostituto dei Progress russi ma aveva una capacità tripla rispetto a questi. Analogamente ai Progress, l'ATV poteva caricare sia generi di sostentamento per la Stazione Spaziale Internazionale che carichi scientifici tenuti in ambiente pressurizzato, dove gli astronauti possono entrare senza bisogno di usare tute spaziali. Inoltre, sempre analogamente ai Progress, l'ATV veniva riutilizzato come "secchio" della spazzatura prodotta sulla ISS, disintegrandosi durante il rientro nell'atmosfera.

### Sezione cargo

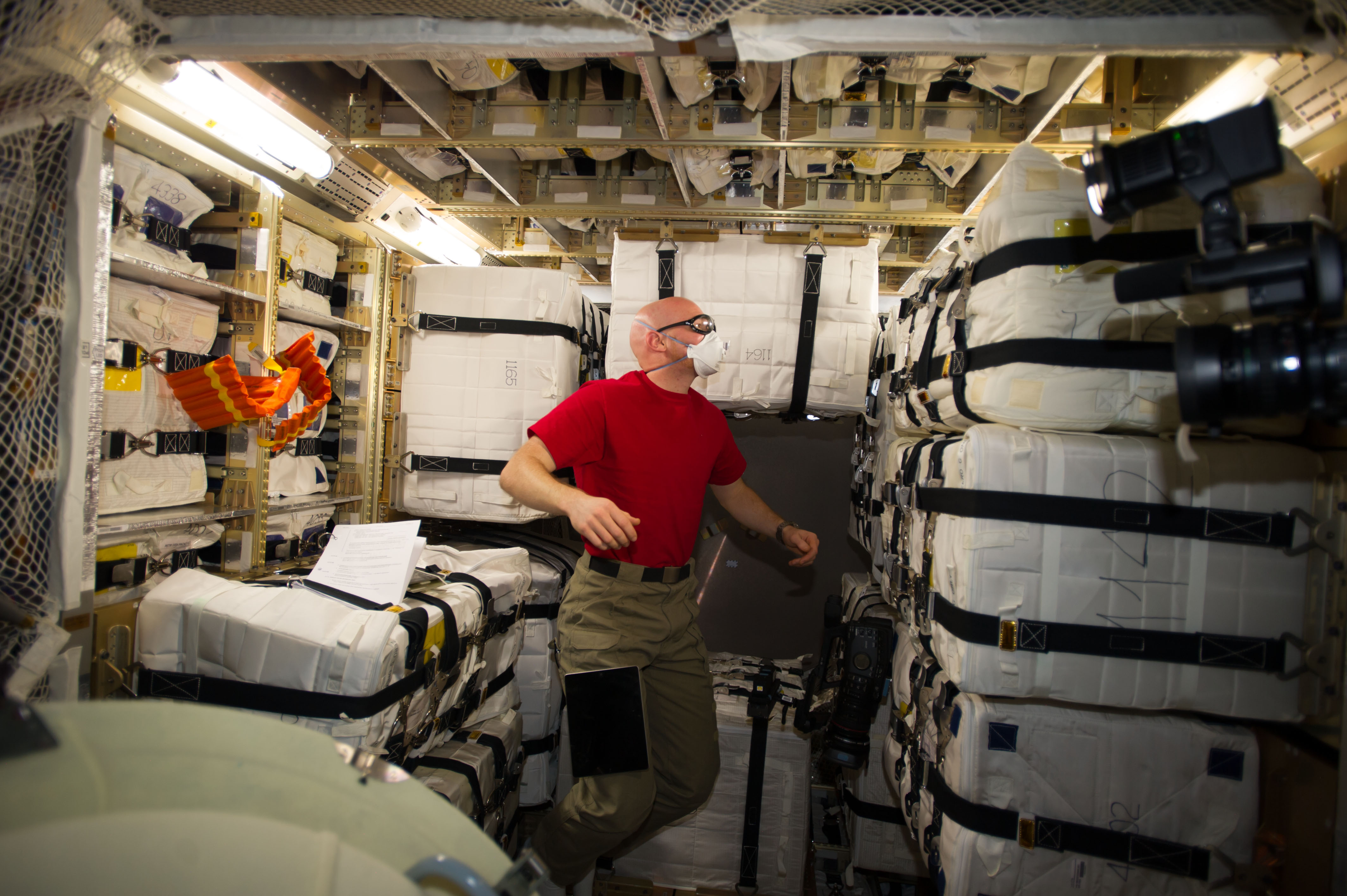
L'astronauta Alexander Gerst all'interno della sezione pressurizzata dell'ATV-005

La sezione pressurizzata era basata sul Multi-Purpose Logistics Module (MPLM) di costruzione italiana, precedentemente in uso come modulo di trasporto dallo Space Shuttle. I rifornimenti erano suddivisi in dry cargo e fluid cargo. Il dry cargo comprendeva cibo, vestiti, materiali per esperimenti scientifici, ed era contenuto nella sezione pressurizzata dell'ICC. Questa sezione, di volume 48 m³  rappresentava il 90% del volume dell'ICC, e poteva contenere otto rack standard. In questa sezione gli astronauti potevano entrare per scaricare i rifornimenti e caricare i rifiuti. 
Il fluid cargo, contenuto nella sezione non pressurizzata dell'ICC, era contenuto in 22 serbatoi sferici. In essi c'erano l'acqua potabile, i gas (aria, ossigeno, azoto), il propellente per il rifornimento dei serbatoi della stazione spaziale e il propellente per il proprio sistema di propulsione. I fluidi erano trasferiti alla stazione spaziale tramite tubazioni. All'incirca il 60% del propellente veniva utilizzato per raggiungere la stazione spaziale, le manovre orbitali e quelle per rientrare nell'atmosfera.
A partire dall'ATV-002 erano state migliorate le procedure di carico della navetta, tramite l'uso di un montacarichi speciale che permetteva di aggiungere del carico nella sezione pressurizzata dell'ATV quando esso era già stato installato sul lanciatore Ariane 5. Il montacarichi, chiamato Late Cargo Access Means (LCAM) permetteva ai tecnici l'accesso al vano pressurizzato dell'ATV per poter alloggiare gli ultimi rifornimenti, che venivano chiamati "Late Cargo", qualche settimana prima del lancio. Tali rifornimenti erano, ad esempio, cibi maggiormente deperibili oppure cavie per gli esperimenti. La capacità di carico dell'ATV è stata aumentata con il susseguirsi della missioni, tramite un maggiore sfruttamento degli spazi all'interno del vano pressurizzato. 
L'ATV era progettato per trasportare fino a 7667 kg di cargo.  In base alle necessità poteva contenere diverse combinazioni dei seguenti rifornimenti (i valori indicati rappresentano il massimo carico trasportabile per un determinato tipo di rifornimento):
- 840 kg di acqua potabile
- 100 kg di gas
- 860 kg di propellente per il rifornimento della stazione spaziale
- 4700 kg di propellente utilizzato dalla navetta per raggiungere la stazione spaziale, eseguire le manovre orbitali e rientrare
- 5500 kg di dry cargo (cibo, equipaggiamento, esperimenti scientifici, ecc.)

L'ATV poteva trasportare due tipi di gas in base alle esigenze della stazione: un tipo nel serbatoio 1, con una capacità di 33 kg e un secondo tipo nei serbatoi 2 e 3, che erano connessi e avevano una capacità totale di 67 kg. I gas trasportabili erano ossigeno, aria e azoto. L'ossigeno veniva trasferito per aumentare la pressione parziale dell'atmosfera della stazione, mentre l'aria era utilizzata per aumentare la pressione totale. Quest'ultima diminuisce leggermente a causa delle ripressurizzazioni delle camere di equilibrio e all'arrivo e alla partenza di una navetta.
I serbatoi dell'ATV potevano trasportare due tipi di acqua potabile, perché l'agenzia spaziale statunitense e russa non hanno lo stesso standard per l'acqua. La NASA richiede un'acqua con basso residuo fisso e disinfettata con iodio. Lo standard di Roscosmos invece prevede la presenza di una certa quantità di sali minerali come calcio, magnesio e fluoruro, e la disinfezione utilizzando l'argento.
L'ATV trasportava inoltre due tipi di propellente. Quello per il rifornimento dei serbatoi della stazione era composto da dimetilidrazina asimmetrica (UDMH) e tetrossido di diazoto (N2O4), mentre quello utilizzato dai motori dell'ATV era costituito da monometilidrazina (MMH) e ossidi di azoto misti (MON3) (soluzioni di monossido di azoto NO, biossido di azoto NO2 e tetrossido di diazoto N2O4)

#### Sistema di docking
La parte anteriore dell'Integrated Cargo Carrier conteneva il sistema di docking russo, i sistemi avionici e i sistemi per il controllo della propulsione. Il docking era automatizzato e utilizzava un videometro e un telegoniometro costruiti dalla Sodern, due sensori stellari e i propulsori per il controllo di assetto. In aggiunta era presente un'antenna ridondante di costruzione russa che forniva ulteriori dati, fabbricata dalla azienda ucraina, Kurs. Le immagini video erano fornite da una telecamera posta sul modulo Zvezda. Questo sistema era simile a quello utilizzato sia nelle navette Sojuz che nelle navette Progress. Il sistema di docking permetteva il docking dell'ATV al modulo Zvezda tramite il portellone dedicato per le navette Progress e Sojuz. Tale meccanismo collegava anche i sistemi elettrici e le connessioni per il trasferimento del propellente. Una volta agganciata alla stazione, l'equipaggio poteva entrare attraverso il portello del modulo Zevzda all'interno del vano pressurizzato per accedere al carico.

### Modulo di servizio
La parte non pressurizzata del modulo di servizio conteneva il sistema di propulsione, il sistema elettrico che comprendeva i quattro pannelli solari, i computer di volo, i sistemi di comunicazione e la maggior parte dell'avionica. 

#### Avionica
L'hardware dedicato all'avionica della navetta era contenuto in un anello cilindrico alto 1,36 m posizionato nella parte superiore del modulo di servizio. Era costituito da componenti critici come computer di volo, giroscopi, sistemi di guida, navigazione e controllo e equipaggiamento relativo alle telecomunicazioni. Il sottosistema avionico era protetto dalle variazioni di temperatura attraverso un sistema di tubi di calore.

#### Sistema elettrico
Il modulo di servizio conteneva i quattro pannelli solari, che erano dispiegati dopo 100 minuti dal decollo. Lunghi complessivamente 22,3 m, alimentavano le batterie ricaricabili interne, necessarie per fornire energia alla navetta quando si trovava nei periodi in cui il Sole è occultato dalla Terra. I pannelli solari avevano una superficie complessiva di 33,7 m² (4 x 8,4 m²) e producevano in media 4,8 kW. Ogni pannello ruotava indipendentemente dagli altri per avere la migliore angolazione rispetto al Sole tramite un sistema di tracciamento.

#### Sistema propulsivo

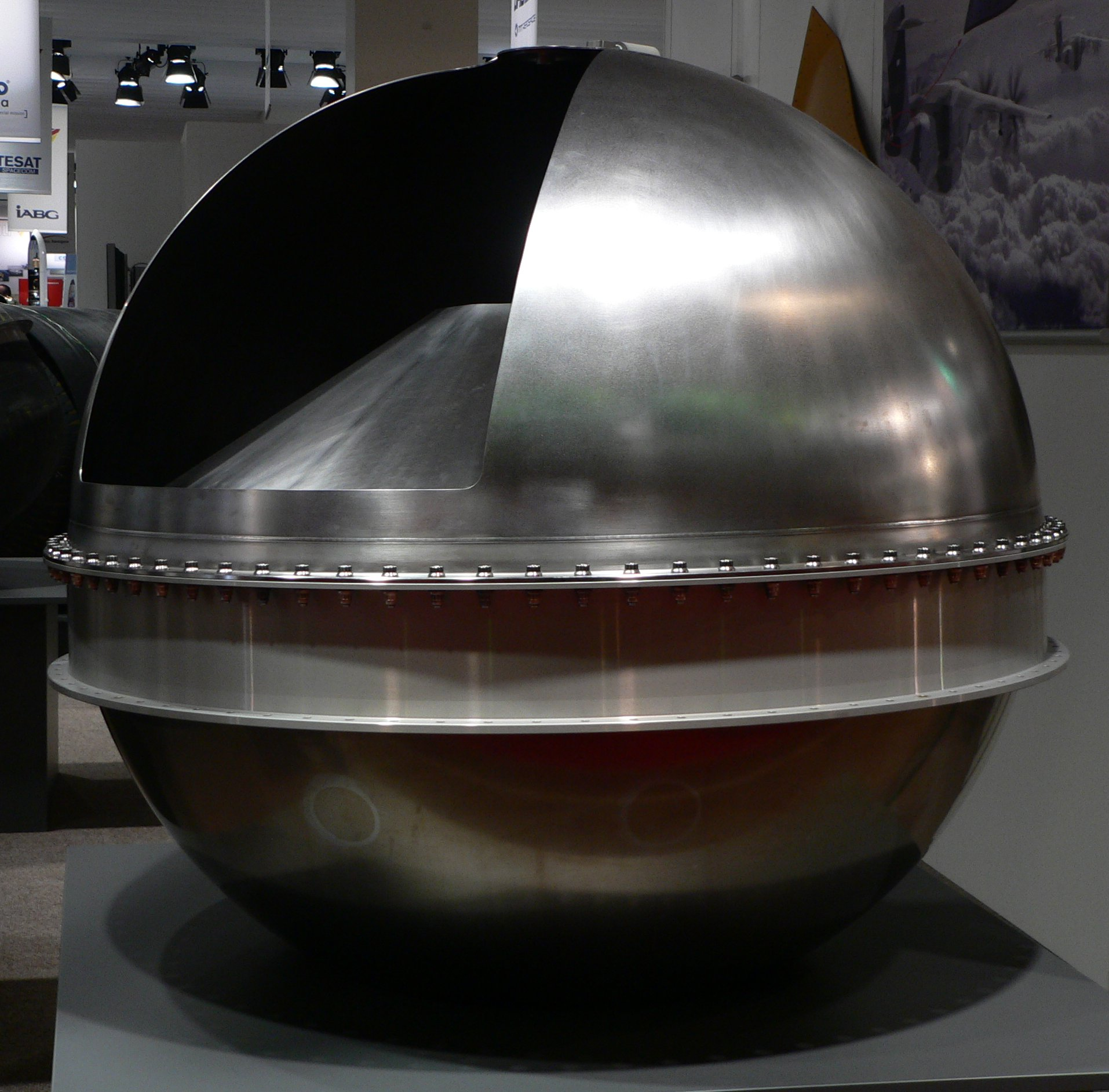
Uno dei serbatoi del carburante

Il sistema propulsivo portava la navetta dall'orbita iniziale in cui era stata lanciata verso l'orbita della stazione spaziale, navigando in modo completamente automatico. Il sistema era costituito da quattro propulsori principali che fornivano una spinta di 490 N, e 28 propulsori più piccoli per il controllo di assetto, che fornivano una spinta di 220 N.
Una volta agganciata alla stazione spaziale, i propulsori potevano essere usati per il controllo di assetto della stazione, l'innalzamento della sua orbita o per evitare detriti orbitali. Al completamento della missione, il sistema di propulsione faceva uscire dall'orbita la navetta per il rientro atmosferico.  Erano presenti 8 serbatoi in titanio per il propellente e 2 serbatoi in fibra di carbonio contenente elio, situati tra i propulsori principali e l'hardware relativo all'avionica.

## Lanciatore
L'Ariane 5 ES è composto da un primo stadio (o stadio principale), un secondo stadio (o stadio superiore), e due razzi ausiliari a propellente solido. Il vettore ha una altezza complessiva di 53 m, un diametro di 5,4 m e una massa di 760 t al decollo. La versione ES ha lo stesso primo stadio e razzi ausiliari della versione ECA, mentre il secondo stadio è stato riprogettato per poter trasportare l'ATV
I razzi ausiliari (Etages d'accelération à Poudre - EAP) pesano 37 t a vuoto, sono alti 31 m e hanno un diametro di 3 m. L'involucro in acciaio è formato da tre segmenti, può contenere un totale di 238 tonnellate di propellente. Forniscono una spinta di 1100 t (il 92% della spinta totale al decollo)  Il propellente solido è costituito da perclorato d'ammonio, alluminio in polvere e polibutadiene. Gli ugelli possono essere orientati fino a 7,3° dal proprio asse. 
Dopo 132 secondi dal lancio, mentre l'Ariane si trova a 60 km di altezza, dei dispositivi pirotecnici distaccano i razzi ausiliari dal lanciatore e dei piccoli propulsori li allontanano. Infine, rientrano sulla Terra, ammarando nell'oceano Atlantico, dove sono recuperati.
La parte del lanciatore relativa al primo stadio, chiamato Etage à Propergol Cryogénique (EPC), ha una altezza di 30,5 m e ha una massa a vuoto di 12,5 t. Contiene un serbatoio in alluminio separato in due compartimenti, uno contenente 120 m³ di ossigeno liquido e uno contenente 390 m³ di idrogeno liquido. Il primo stadio è spinto da un propulsore Vulcain 2 che fornisce 130 t di spinta (l'8% della spinta totale al decollo) e resta acceso per 10 minuti.
La parte relativa al secondo stadio, chiamato Etage à Propergols Stockables (EPS), è alta 3,35 m e pesa circa 11 tonnellate a pieno carico. È costituita da una struttura portante, due serbatoi e il propulsore Aestus. Il propellente utilizzato è monometilidrazina e tetrossido di diazoto. L'ugello può essere orientato fino a 16° rispetto al suo asse.
Il Vehicle Equipment Bay (VEB), situato sopra il primo stadio, si interfaccia direttamente con lo stadio superiore, ed ha una forma cilindrica con diametro di 5,4 m. Il VEB gestisce in modo autonomo il lanciatore, e comanda l'accensione del propulsore, la separazione dai razzi ausiliari, e il rilascio del carico utile. Possiede anche un sistema autonomo di controllo di assetto.
La carenatura del lanciatore, a forma di cono e situata alla sua sommità, è composta da due gusci in alluminio a nido d'ape rivestiti di carbonio che proteggono l'ATV dagli effetti aerodinamici fino ad una altezza di 100 km. Una volta superata la maggior parte dell'atmosfera terrestre, dopo 3 minuti dal lancio, la carenatura viene espulsa.

## Svolgimento di una missione

### Lancio

Ciclo di vita dell'ATV. (Provenienza File: ESA)

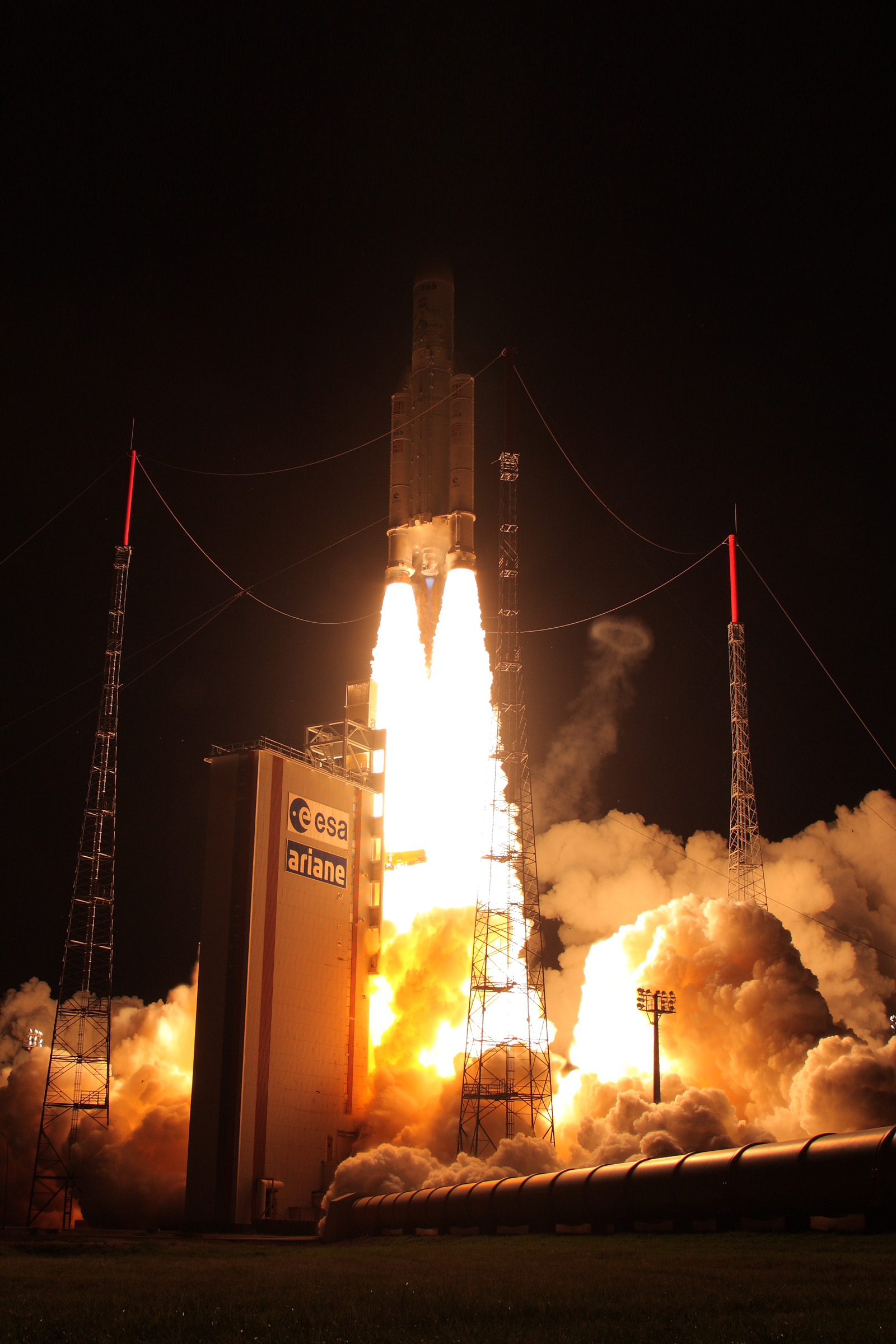
L'Ariane 5 ES decolla dalla base di Kourou trasportando l'ATV-004

Una tipica missione dell'ATV iniziava con l'immissione in un'orbita ad un'altezza di 260 km grazie al lanciatore Ariane 5 ES, con decollo dalla base di lancio equatoriale dell'ESA nella Guyana francese. 
L'ATV era monitorato e controllato dall'ATV Control Centre situato al centro spaziale di Tolosa. Questo centro era responsabile per la pianificazione e l'esecuzione di ogni manovra orbitale e ogni aspetto della missione dal momento della separazione dal vettore di lancio alla distruzione controllata nell'atmosfera. Durante le missioni ATV, il centro aveva una linea di comunicazione diretta con il Columbus Control Centre a Oberpfaffenhofen in Germania. Quest'ultimo forniva all'ATV Control Centre l'accesso alle reti di telecomunicazioni Tracking and Data Relay Satellite System (statunitense) e Artemis (europea) per poter comunicare con l'ATV e con la Stazione Spaziale. L'ATV Control Centre inoltre coordinava le proprie azioni con il centro di controllo missione di Houston, con il centro di controllo missione TsUP a Mosca e con il Centre spatial guyanais a Kourou, nella Guyana francese.
Il giorno prima del decollo, l'Ariane 5 contenente l'ATV all'interno del suo vano di carico veniva trasferito dal Final Assembly Building, l'edificio dove la navetta era installata nel vano di carico del lanciatore, tramite una piattaforma di lancio mobile che era spostata tramite rotaie all'area di lancio. Una volta in posizione iniziava il conto alla rovescia finale. Se il centro di controllo Jupiter non rilevava anomalie, a 5 ore e 30 minuti dal lancio venivano riempiti i serbatoi criogenici del primo stadio dell'Ariane, erano attivati i suoi sottosistemi e si portavano a termine le verifiche finali.
A 2 ore dal lancio venivano caricati i dati per il software di volo.
A 30 minuti avveniva l'ultima autorizzazione al lancio (il cosiddetto "go" al lancio) e a 15 minuti si avviava la sequenza finale. Nei computer di volo dell'ATV veniva caricato il profilo di volo. Dopo un'ultima verifica da parte del centro di controllo, a 8 minuti dal lancio i sistemi dell'ATV passavano all'alimentazione autonoma.
Da 6 minuti e 30 secondi prima del lancio fino all'accensione del primo stadio del lanciatore, un sistema automatico effettuava gli ultimi controlli. A 1 minuto dal lancio i sistemi di alimentazione del lanciatore venivano disconnessi da quelli esterni.
A 22 secondi, si attivavano i sistemi di controllo di volo del primo stadio e veniva verificata la pressione dei serbatoi del propellente.
A 0 secondi, il propulsore del primo stadio veniva acceso e dopo 7 secondi, se il Vulcain 2 funzionava regolarmente, si attivavano i razzi ausiliari, e il lanciatore decollava. 
Dopo 138 secondi, l'Ariane 5 si trovava ad un'altezza di 60 km, e dei dispositivi pirotecnici staccavano i razzi ausiliari. Dei piccoli propulsori situati su questi ultimi li allontanavano dal lanciatore. I razzi quindi entravano in una traiettoria balistica per 100 km prima di ammarare nell'oceano Atlantico, dove sarebbero stati recuperati. 
L'ATV era protetto dalla carenatura del carico utile durante i primi 3 minuti e 45 secondi di volo, per conferire stabilità aerodinamica al lanciatore e proteggere la navetta dalle temperature generate dal volo supersonico. Quando l'Ariane 5 si trovava ad una altezza di 100 km, la carenatura veniva espulsa. 
Dopo 9 minuti il propulsore Vulcain 2 si spegneva. Il primo stadio si staccava seguendo una traiettoria balistica rientrando nell'atmosfera e distruggendosi. Gli eventuali frammenti che resistevano al rientro sarebbero precipitati nell'oceano Pacifico a 2000 km dalle coste del Sud America. 
Dopo la separazione dal primo stadio, sopra l'oceano Atlantico, il propulsore Aestus del secondo stadio si accendeva per la prima volta per una durata di 8 minuti, raggiungendo un'orbita ellittica di 136×260 km. Dopo il suo spegnimento proseguiva la sua traiettoria per 45 minuti, e si accendeva per una seconda volta per 30 secondi, mentre si trovava sopra l'Australia sudorientale. Questa manovra modifica l'orbita rendendola circolare ad una altezza di 260 km. Questa era l'orbita iniziale in cui veniva inserita la navetta ATV. 
Dopo il distacco dell'ATV, il secondo stadio percorreva un'orbita e il propulsore Aestus veniva acceso per un'ultima volta per deorbitare il secondo stadio e farlo rientrare nell'atmosfera dove si sarebbe distrutto sopra all'oceano Pacifico del sud.
L'ATV attivava il sistema di telemetria, che inviava i dati della navetta al centro di controllo Jupiter, dove gli operatori effettuavano una verifica del suo stato.

### Avvicinamento alla stazione

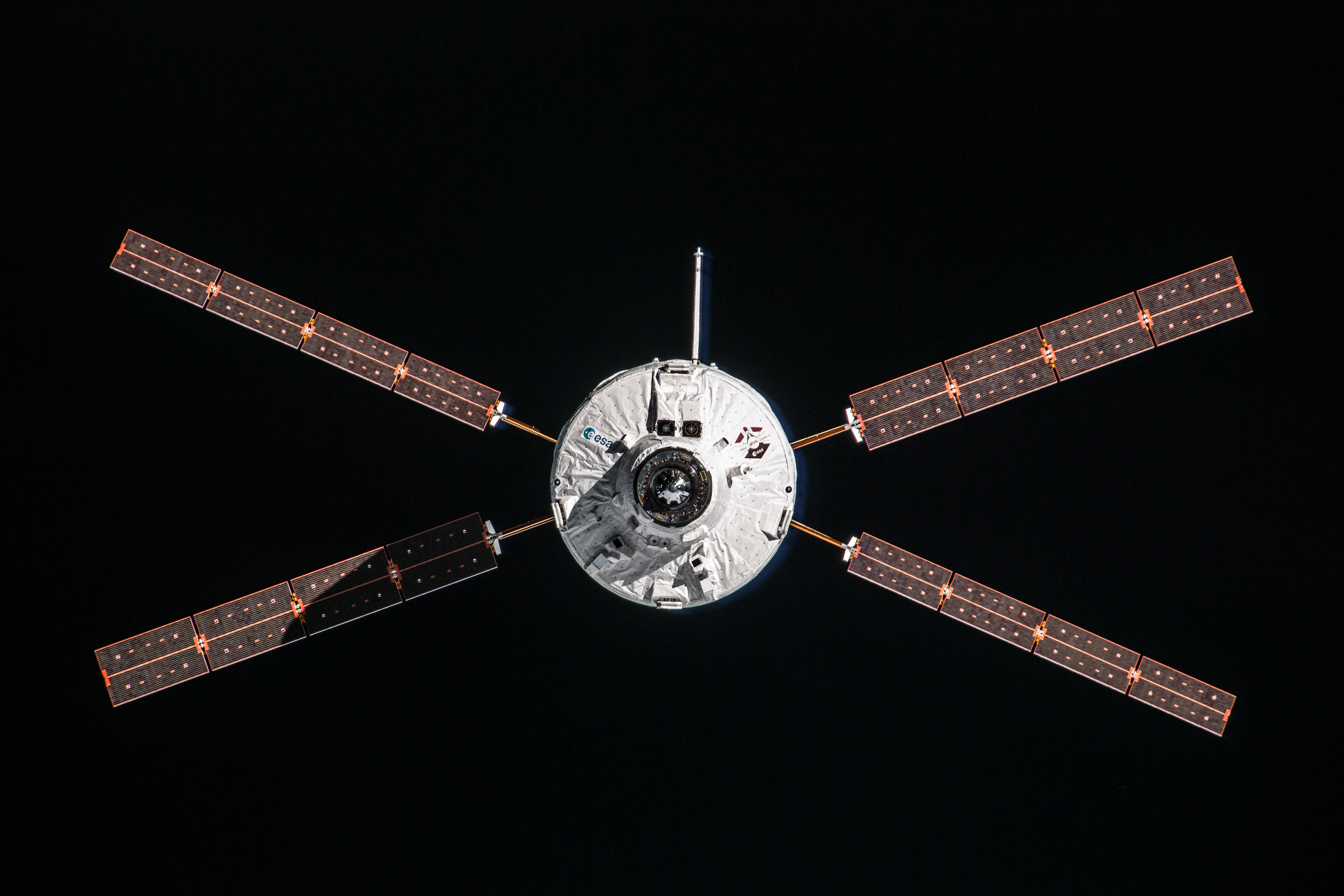
La navetta ATV-004 nella fase di avvicinamento finale alla stazione spaziale

A 75 minuti dal decollo, l'ATV si separava dal secondo stadio e attivava i sistemi di navigazione e di propulsione. La gestione della missione passava dal centro di controllo di Jupiter al centro di controllo ATV a Tolosa (ATV-CC).
Le comunicazioni avvenivano tramite la rete satellitare NASA Tracking and Data Relay Satellite, gestita dal centro di controllo di Houston.
Dopo 25 minuti dalla separazione, l'ATV iniziava la navigazione tramite i sensori stellari. Cinque minuti dopo venivano dispiegati i pannelli solari e 30 minuti dopo erano attivati i ricevitori GPS.  A questo punto l'ATV diventava una navetta completamente autonoma.
Qualche ora dopo la separazione, l'ATV entrava nella cosiddetta "fase phasing". In questo periodo erano compiute diverse manovre orbitali per portare la navetta ad una distanza di 39 km dalla stazione spaziale e 5 km sotto di essa. Da questo punto si  attivava la navigazione GPS relativa. In questa tecnica sia la navetta che la stazione spaziale determinavano la loro posizione tramite il GPS, e si scambiano questi dati per calcolare la loro posizione relativa. Se necessario, l'ATV poteva invece mantenere una posizione di attesa a 2000 km di distanza. Quest'ultima situazione si è verificata nella prima missione, quando la navetta è stata parcheggiata in attesa del termine della missione Shuttle STS-123. 
Giunta ad una distanza di 249 m, veniva attivato il videometro, i cui dati erano utilizzati dal computer di volo per l'avvicinamento finale, ad una velocità di 7 cm/s. Il videometro inviava degli impulsi laser che erano riflessi da elementi retroriflettori situati nei pressi del portellone di attracco del modulo Zvezda. L'analisi dell'immagine formata dagli impulsi riflessi determinava l'orientamento e la posizione della stazione. In totale il modulo Zvezda contiene 26 elementi riflettenti a forma di cubo con il lato di 2,5 cm. L'ATV possedeva due videometri, di cui uno ridondante. In caso di problemi a questi strumenti poteva essere utilizzato come sensore secondario il telegoniometro, che funzionava in modo analogo ad un radar e calcolava la distanza e la direzione della navetta rispetto alla stazione spaziale. Analogamente ai videometri, la navetta possedeva un telegoniometro ridondante. Oltre a questi due sistemi, un altro sistema di monitoraggio era fornito dal sistema Kurs contenuto nel modulo Zvezda, che veniva attivato ad una distanza di 3,5 km. Gli strumenti permettevano una precisione nel docking alla stazione di 1,5 cm.
Questa fase era totalmente automatica (da cui il nome del veicolo) ma se nelle fasi finali di rendezvous e docking fossero sorti problemi (riportati dal computer o dall'equipaggio della Stazione), erano previste diverse soluzioni, a seconda della gravità:
- un computer dedicato rilevava automaticamente un avvicinamento pericoloso ed eseguiva una manovra di emergenza chiamata Collision Avoidance Manoeuvre (CAM) che portava la navetta in una posizione di sicurezza[22]. La manovra CAM utilizzava propulsori e sistemi dedicati e indipendenti dagli altri sottosistemi. Questa manovra poteva essere attivata anche manualmente dal centro di controllo o dall'equipaggio della stazione.
- l'equipaggio della stazione spaziale poteva intervenire sull'avvicinamento automatico inviando dei comandi manuali in caso di anomalia. I comandi erano[23][24]: HOLD, che arrestava l'avvicinamento, RETREAT, che faceva ritornare l'ATV in una posizione precedente, ESCAPE, che allontanava la navetta e la riportava in un punto di stazionamento a distanza di sicurezza dalla stazione. Infine ABORT annullava l'avvicinamento ed aveva lo stesso effetto della manovra CAM.[25]

Nell'ultima missione è stato testato per la prima volta un nuovo sistema di avvicinamento, chiamato Laser InfraRed Imaging Sensor (LIRIS). I sistemi utilizzati negli ATV precedenti erano basati su rendez vous cooperativi, ovvero richiedevano che l'obiettivo, in questo caso la stazione spaziale, collaborasse con la navetta in modo attivo o passivo. Il sistema LIRIS invece era un sistema detto non cooperativo, quindi funzionava autonomamente. Questo tipo di tecnologia può essere utilizzata per il rendez vous con oggetti come asteroidi oppure con navette spaziali malfunzionanti. Il sistema LIRIS era costituito da due telecamere infrarosse, una telecamera normale e un dispositivo lidar. I dati raccolti dalle camere erano elaborati e confrontati con un modello 3D della stazione spaziale per determinare la posizione e l'orientamento rispetto all'ATV.

### Attività orbitali
Per un tempo di 6 mesi al massimo, l'ATV poteva rimanere connesso alla ISS in modalità di riposo, con la porta di collegamento perennemente aperta. Nel frattempo i serbatoi con i fluidi potevano essere collegati a quelli della stazione automaticamente (per il propellente) o manualmente (per l'acqua potabile e i gas). L'equipaggio, man mano che il carico veniva trasferito, iniziava a riempire il vano dell'Integrated Cargo Carrier con i rifiuti da smaltire. 
Le manovre orbitali erano:
- l'innalzamento dell'orbita della stazione. In questo caso l'ATV attivava i propulsori principali per aumentare la velocità della stazione, e di conseguenza la sua altezza orbitale. La stazione viene rallentata costantemente dall'attrito con l'atmosfera terrestre. I suoi strati superiori, seppur molto rarefatti, causano un decadimento dell'orbita che deve essere periodicamente compensato da manovre orbitali. Queste, chiamate Reboost Maneuvre, possono essere effettuate tramite i propulsori stessi della stazione oppure dai propulsori delle navette attraccate ad essa.
- l'evitamento di detriti. In questo caso viene calcolata una accensione dei propulsori per spostare la stazione dalla traiettoria di un detrito spaziale. La manovra, chiamata Debris Avoidance Manoeuvre (DAM), si è resa necessaria a novembre 2014 per evitare un frammento del satellite Cosmos-2251 che sarebbe passato ad una distanza ritenuta pericolosa. Il centro di controllo di Tolosa ha attivato per quattro minuti i propulsori dell'ATV che hanno aumentato la velocità della stazione di 1,8 km/h, e causato l'aumento della sua altezza orbitale di 1 km.[28] Durante la missione ATV-001, ad agosto 2008, è stata effettuata una manovra DAM che ha richiesto la diminuzione dell'altezza della stazione. La stazione è stata quindi ruotata di 180° per posizionare i propulsori dell'ATV in avanti rispetto alla direzione del moto. Una accensione della durata di 5 minuti e 2 secondi ha rallentato la stazione di 1 m/s. Infine, la stazione è stata riportata nella posizione normale.[29]
- il controllo di assetto. In alcuni casi l'ATV poteva anche ruotare la stazione. Questa manovra è stata condotta ad aprile 2011 durante la missione ATV-002, quando la navetta ha ruotato la stazione di 180° per facilitare il docking della navetta Progress 42P.[30][31]

### Undocking e rientro

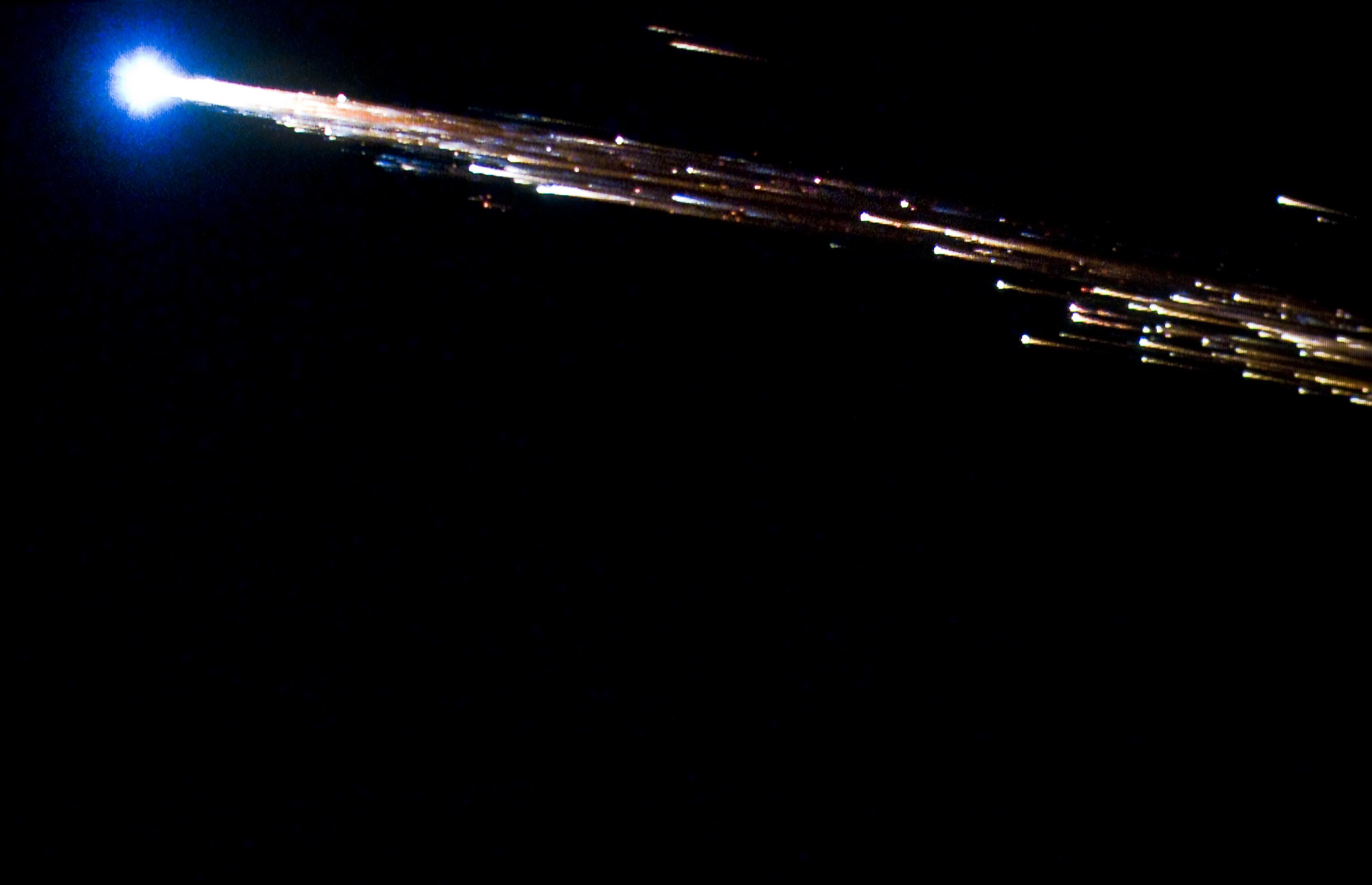
L'ATV-001 Jules Verne si distrugge durante il rientro atmosferico

Nel periodo compreso tra 4 e 2 orbite prima dell'undocking, i computer di volo dell'ATV erano aggiornati con i dati per il rientro. Tra essi c'era l'aggiornamento della massa della navetta, che variava a seconda del carico di rifiuti contenuto. Dopo gli ultimi controlli, i portelli tra la navetta e la stazione venivano chiusi e veniva inviato il comando per il rilascio dei dispositivi che tenevano la navetta agganciata al modulo Zvezda. Successivamente erano attivati gli accelerometri, i giroscopi, il sistema Guidance, Navigation and Control, ed era aggiornata la posizione orbitale nel sistema GPS.
Nell'ultima orbita prima dell'undocking veniva attivato il Proximity Communication Equipment che permetteva la comunicazione con la stazione spaziale, mentre il centro di controllo inviava i parametri aggiornati per la Monitoring and Safety Unit, un sistema di sicurezza che monitorava la navetta nella fase iniziale di undocking. In questo modo l'ATV poteva effettuare la manovra CAM nel caso di anomalie durante l'allontanamento dalla stazione. Infine, pochi minuti prima del distacco, venivano attivati i sistemi relativi all'avionica e al sistema di propulsione. Durante l'allontanamento dalla stazione, il sistema di controllo di assetto di quest'ultima veniva disattivato temporaneamente per evitare l'attivazione dei suoi propulsori.
L'ATV era inizialmente spinto via ad una velocità di 5 cm/s tramite un meccanismo a molla contenuto nel sistema di attracco del modulo Zvezda. Una volta giunta ad una distanza di sicurezza venivano disattivati i sistemi dedicati alla manovra CAM, il Monitoring and Safety Unit e il Proximity Communication Equipment, che non erano più necessari.
Il rientro avveniva mediante una serie di manovre di trasferimento orbitale per ridurre la sua altezza tramite i propulsori principali a poppa che rallentavano la navetta. I propulsori di controllo di assetto erano usati per eventuali correzioni dalla traiettoria prevista. Le ultime due accensioni dei propulsori principali, chiamate De-Orbit Burns, impostavano una traiettoria di rientro. L'ATV veniva diretto verso un ingresso ripido e in rotazione per assicurare la sua completa distruzione. Ad una altezza di circa 75 km la navetta si disgregava sopra un'area predefinita dell'oceano Pacifico. Eventuali frammenti che non bruciavano nell'atmosfera precipitavano in questa regione, che si trova alla maggiore distanza dalle coste e viene chiamata informalmente anche cimitero delle astronavi.
Nelle missioni ATV-001 e ATV-005 sono state condotte campagne di osservazione, sia dalla stazione che da due aerei in volo nei pressi della traiettoria di rientro, il DC-8 Airborne Laboratory della NASA e un Gulfstream V dell'azienda H211 LLC. I dati raccolti durante la fase di rientro sono stati analizzati per determinare se la distruzione dell'ATV corrispondeva ai modelli elaborati dai computer e saranno utili nella progettazione di future navette.
La fase di rientro veniva monitorata anche da un dispositivo, chiamato Reentry Breakup Recorder (REBR), per la raccolta delle misurazioni sull'accelerazione e sulle velocità di rollio, imbardata e beccheggio, oltre alla temperatura e alla posizione. Il dispositivo, protetto da un proprio scudo termico in modo da resistere al rientro atmosferico, funzionava come una scatola nera ed è stato impiegato anche nelle missioni dell'H-II Transfer Vehicle.

## Evoluzione
Il successo dell'ATV ha spinto l'agenzia spaziale europea a studiare una evoluzione del veicolo in grado di riportare a Terra in sicurezza dei carichi provenienti dalla stazione spaziale, come equipaggiamento relativo ad esperimenti. In questa evoluzione della navetta, chiamata Advanced Reentry Vehicle (ARV) la sezione pressurizzata dell'Integrated Cargo Carrier dell'ATV era sostituita da una capsula di rientro dotata di uno scudo termico. Una volta dimostrata la capacità della capsula di rientro di tornare sulla Terra in sicurezza, l'ESA pianificava di progettare una navetta per il trasporto di equipaggio, migliorando il sistema di propulsione dell'ARV, aggiungendo i sistemi di supporto vitale e modificando il lanciatore Ariane 5 ES in modo da soddisfare i requisiti necessari per il trasporto di astronauti. L'ARV con equipaggio doveva essere dotato di sistemi di sicurezza tra cui un sistema di abbandono del lancio. I piani dell'agenzia spaziale erano di sviluppare l'ARV senza equipaggio nel 2015 e la versione con equipaggio nel 2020. 
A novembre 2008, nella conferenza interministeriale dell'agenzia spaziale europea è stato approvato uno studio preliminare per lo sviluppo dell'ARV, che è stato affidato a nel 2009 a EADS. 
Per provare le tecnologie relative al rientro atmosferico, nel 2009 Thales Alenia Space è stata incaricata dello sviluppo di un veicolo dimostrativo chiamato European Experimental Reentry Testbed (Expert). Questo veicolo sarebbe stato lanciato da un sottomarino russo con un razzo Volna, avrebbe raggiunto i 100 km di altezza e sarebbe rientrato nella penisola della Kamčatka ad una velocità di 5 km/s. Tuttavia nel 2012 il ministero della difesa russa ha ritirato l'offerta di usare del lanciatore Volna per il volo di prova. Il progetto è stato quindi accantonato.

### European Service Module
I progetti relativi all'Advanced Reentry Vehicle sono stati cancellati a favore di una collaborazione con la NASA per il programma di sviluppo della navetta Orion. L'agenzia spaziale europea ha concluso un accordo con quella statunitense nel 2013, per la costruzione del modulo di servizio di Orion, sviluppato sulla base dell'ATV. Il modulo, chiamato European Service Module, contiene il sistema di propulsione, i pannelli solari e i relativi sistemi di immagazzinamento e distribuzione dell'energia, il sistema di controllo termico e i serbatoi per fornire l'acqua potabile e i gas come ossigeno e azoto per gli astronauti. Nello 2014, ESA ha affidato a Airbus Defence and Space il compito di sviluppare e costruire il modulo.

## Lista di missioni ATV
| Missione | Stemma                                  | Navetta                  | Lanciatore | Data di lancio         | Data di termine missione | Risultato |
| -------- | --------------------------------------- | ------------------------ | ---------- | ---------------------- | ------------------------ | --------- |
| ATV-001  |                                         | ATV-001 Jules Verne      | Ariane 5ES | 9 marzo 2008 04:03     | 29 settembre 2008 15:30  | Riuscito  |
| ATV-001  | Prima missione cargo della navetta ATV. |                          |            |                        |                          |           |
| ATV-002  |                                         | ATV-002 Johannes Kepler  | Ariane 5ES | 16 febbraio 2011 21:50 | 21 giugno 2011 20:41     | Riuscito  |
| ATV-002  |                                         |                          |            |                        |                          |           |
| ATV-003  |                                         | ATV-003 Edoardo Amaldi   | Ariane 5ES | 23 marzo 2012 04:34    | 3 ottobre 2012 01:23     | Riuscito  |
| ATV-003  |                                         |                          |            |                        |                          |           |
| ATV-004  |                                         | ATV-004 Albert Einstein  | Ariane 5ES | 5 giugno 2013 21:52    | 2 novembre 2013 12:04    | Riuscito  |
| ATV-004  |                                         |                          |            |                        |                          |           |
| ATV-005  |                                         | ATV-005 Georges Lemaître | Ariane 5ES | 29 luglio 2014 23:47   | 15 febbraio 2015 18:04   | Riuscito  |
| ATV-005  |                                         |                          |            |                        |                          |           |